# 서울화양초등학교
서울화양초등학교(서울華陽初等學校)는 대한민국 서울특별시 광진구에 있었던 공립 초등학교이다.

## 학교 연혁
- 1983년 10월 21일: 서울화양국민학교 개교
- 1996년 3월 1일: 서울화양초등학교로 교명 개칭
- 2016년 3월 1일: 서울형 혁신학교 신규지정[2]
- 2023년 1월 6일: 제39회 졸업식, 재학생들은 인근 성수초등학교, 장안초등학교로 전학
- 2023년 2월 28일: 폐교

## 참고 자료
- 서울화양초등학교 - 한국교육학술정보원 학교알리미